# ریچارد هیل
ریچارد هیل (به انگلیسی: Richard Hill) بازیکن فوتبال زادهٔ ۲۶ نوامبر ۱۸۹۳ اهل انگلستان بود که سابقهٔ بازی در تیم ملی فوتبال انگلستان را در کارنامهٔ خود دارد. وی در تاریخ ۲۴ مه ۱۹۲۶ تنها بازی ملی خود را در مقابل تیم ملی فوتبال بلژیک انجام داد.